# Ластун (річка)
Ластун, Лустун — річка в Україні, у Вижницький районі Чернівецької області. Права притока Серету (басейн Дунаю).

## Опис
Довжина річки приблизно 6,3 км. Формується з багатьох безіменних струмків.

## Розташування
Бере початок біля перевалу Чимирнар. Тече переважно на північний захід і в селі Долішій Шепіт зливається з річкою Бурсуки і утворюють витік річки Серет, лівої притоки Дунаю.